# Calyptomena hosii
Bocarra-de-hose ou bocarra-verde-de-barriga-azul (Calyptomena hosii) é uma espécie de ave da família Eurylaimidae. Seu nome é uma homengem ao zoólogo Charles Hose.
Pode ser encontrada nos seguintes países: Indonésia e Malásia.
Os seus habitats naturais são: florestas subtropicais ou tropicais húmidas de baixa altitude.
Está ameaçada por perda de habitat.